# فرانک سیمک
فرانک سیمک (انگلیسی: Frank Simek؛ زادهٔ ۱۳ اکتبر ۱۹۸۴) بازیکن فوتبال اهل ایالات متحده آمریکا است.
از باشگاه‌هایی که در آن بازی کرده‌است می‌توان به باشگاه فوتبال ای‌اف‌سی بورنموث، باشگاه فوتبال کویینز پارک رنجرز، باشگاه فوتبال کارلایل یونایتد، باشگاه فوتبال آرسنال، باشگاه فوتبال شفیلد ونزدی، و تیم ملی فوتبال ایالات متحده آمریکا اشاره کرد.
وی همچنین در تیم‌های ملی فوتبال آمریکا و زیر ۲۰ سال آمریکا بازی کرده‌است.